# مؤسسة الملك خالد الخيرية
مؤسسة الملك خالد هي مؤسسة غير ربحية تأسست عام 1421هـ الموافق 2001م في مدينة الرياض. تهدف المؤسسة إلى الإسهام في التنمية الاجتماعية المستدامة في المملكة العربية السعودية عبر تمويل عدد من البرامج والمشروعات التنموية المتنوعة، وبناء الشراكات مع مؤسسات القطاع العام والخاص وغير الربحي داخل المملكة وخارجها. وقامت المؤسسة بإبرام عدد من الشراكات الإستراتيجية المهمة مع مؤسسات محلية وعالمية مثل البنك الأهلي التجاري، وجامِعَتي هارفارد وكولومبيا في الولايات المتحدة الأمريكية، والصندوق الاستثماري الدولي غير الربحي «أكيومن فند»، ومكتب الأمم المتحدة للشراكات، ومؤسسة إكسون موبيل الخيرية؛ بهدف تنمية رأس المال البشري في مجال التنمية وتنفيذ العديد من البرامج التدريبية لبناء قدرات القيادات والعاملين في المنظمات غير الربحية، وتطوير مفهوم الريادة الاجتماعية في المملكة. قامت المؤسسة بطرح العديد من المبادرات، كإطلاق جائزة الملك خالد بفروعها الأربعة لدعم وتشجيع المؤسسات والأفراد والباحثين على القيام بالأعمال التي تنهض بالمجتمع وتسهم في الرقي بمؤسساته الاجتماعية والتنموية. كما تقوم المؤسسة بعقد سلسلة من الحوارات التنموية لتمكين كل الأطراف الفاعلة في عملية التنمية من التعبير عن آرائهم بشأن قضايا التنمية الرئيسية المحلية والإقليمية، كما أصدرت العديد من الدراسات العلمية التي تركّز على المواضيع الاجتماعية والاقتصادية المهمة التي تخص المجتمع السعودي.

## أهداف المؤسسة
- إنشاء المراكز المهنية والتقنية والتعليمية والاجتماعية.
- إقامة المشروعات التي ترفع المستوى المعيشي للأفراد.
- تقديم خدمات الإغاثة في حالات الطوارئ.
- تقديم المنح الدراسية للطلاب.
- تقديم المنح المالية والعينية للأفراد والمؤسسات لإعداد البحوث العلمية والاجتماعية والثقافية وإقامة الأنشطة التجارية والصناعية.
- إعداد وتطوير ونشر الأبحاث والتحقيقات المتعلقة بأهداف المؤسسة.
- إقامة الدورات الدراسية التي تدعم أغراض المؤسسة.
- جمع المعلومات المتعلقة بأغراض المؤسسة ونشرها، وتبادلها مع الهيئات الأخرى.
- تأمين الكتب والطباعة والإصدار والتوزيع المجاني وغير المجاني للكتب والدوريات والمذكرات والتراجم.
- التنسيق مع جميع المؤسسات في القطاع العام والخاص لتحقيق أهداف المؤسسة.
- القيام بجميع التصرفات القانونية الضرورية لتحقيق أهدافها.
- الاتصال بالمنظمات والهيئات الأكاديمية والدولية التي تتعلق بالخدمات الإنسانية.
- إقامة الندوات والمؤتمرات وإيفاد من تراه من المتخصصين من منسوبيها لحضور الندوات والمؤتمرات التي تُعقد لدراسة ومناقشة الموضوعات المتصلة بالخدمات الإنسانية.[2]

## مجالات عمل المؤسسة
- بناء قدرات المنظمات غير الربحية: تنشط المؤسسة في تنفيذ عدد من المشروعات والبرامج التي من من شأنها بناء قدرات المنظمات المحلية غير الربحية، وذلك عبر دورات تدريبية متخصصة تلائم احتياجاتها، وتجمع التدريب النظري بالتطبيق العملي. وتقدم المؤسسة هذه البرامج المتقدمة بالتعاون مع عدد من المنظمات والمؤسسات التعليمية الدولية المرموقة المتخصصة في هذا المجال. وقد استفاد من هذه البرامج مئات العاملين في القطاع غير الربحي في المملكة، في جميع المستويات الوظيفية.
- مَنْح جائزة الملك خالد: أطلقت المؤسسة هذه الجائزة إسهاماً منها في توفير بيئة تحفز على العطاء الاجتماعي بمختلف أشكاله.[3]
- تقديم المِنَح التنموية: تعمل المؤسسة بشكل فاعل على تقديم منح تمويل لمشروعات تنموية طموحة. وتشمل المشروعات التي تسعى المؤسسة إلى تبنيها ودعمها مشروعات اجتماعية ذات طابع تنموي تهدف إلى الارتقاء بالمجتمع. ويشمل التمويل مشروعات ذات أثر مستدام مثل: مراكز التدريب، والتأهيل والتثقيف، والكشف المبكر للأمراض.
- تقديم المِنَح الطارئة: تحرص المؤسسة دوماً على مد يد العون للمتضررين والنازحين جراء الفيضانات والكوارث الطبيعية، وذلك عبر المنظمات غير الربحية المعتمدة. وتهدف المؤسسة إلى إعادة تأهيل المجتمعات في مرحلة ما بعد الأزمات، بناءً على الاحتياجات الفعلية للفئات المتضررة، مع ضرورة التنسيق بين مختلف الجهات للحد من ازدواج الجهود.
- دعم البحوث في المجالين الخيري والتنموي: تدعم المؤسسة إجراء البحوث العلمية، لما لها من دور مهم في إنماء المجتمعات وتطورها. وتركز الدراسات التي تهتم بها المؤسسة على المواضيع الاجتماعية والاقتصادية الحساسة المتعلقة بالمجتمع السعودي. وقد تم إعداد هذه الإصدارات على يد باحثين أكاديميين مستقلين.
- تحفيز التغيير الإيجابي للسياسات المرتبطة بالقضايا الاجتماعية: تعمل المؤسسة بشكل جاد على دراسة القضايا الاجتماعية المهمة وإيجاد حلول لها بناء على دراسات وأبحاث شاملة، مع الأخذ بآراء المختصّين والمهتمين بالقضايا الاجتماعية، والتعاون مع عدد من الجهات المهتمة من أجل دعم هذه القضايا.
- تفعيل الحوار حول التنمية والمجتمع: ملتقيات «حوارات تنموية» فكرة أطلقتها المؤسسة عام 1431 هـ (2010م)، من أجل نشر ودعم الفكر التنموي في القضايا الاجتماعية، عبر فتح الملفات الساخنة للقضايا الاجتماعية والاقتصادية المرتبطة بالتنمية ومناقشتها مع صُنّاع القرار وقادة الرأي من داخل المملكة وخارجها. وتُسهم هذه الحوارات في صياغة رؤى جديدة تدعم التنمية في المملكة.
- رعاية بيوت الله: قامت المؤسسة ببناء جامع الملك خالد وإعادة بناء جامع الملك عبد العزيز بحي أم الحمام بمدينة الرياض، ورعاية أنشطتهما الدينية والاجتماعية. وتقام في الجامعين الدروس والمحاضرات الدينية ودورات تلاوة القرآن الكريم وحفظه، بشكل منتظم منذ تأسيسهما وحتى اليوم. وفي شهر رمضان من كل عام، تُقدَّم في الجامعين واجبات الضيافة للصائمين والمعتكفين.
- توثيق سيرة الملك خالد: قامت المؤسسة بإنشاء إدارة خاصة لجمع وتوثيق ونشر سيرة الملك خالد وتاريخه وكل ما كُتِب عنه، وإتاحة كل ذلك للمطلعين والباحثين والإعلاميين. ويوجد لدى المؤسسة الآن قاعدة معلومات متكاملة تضم هذه جميع الجوانب المتعلقة بحياة الملك خالد، وتقع في أكثر من 55 ألف صفحة.

## محددات دور المؤسسة
- أهداف المؤسسة.
- مجلس الأمناء.
- أساليب العمل.[4]

## مجلس أمناء المؤسسة وإدارتها
يدير المؤسسة مجلس أمناء يتكون من عدد من الأعضاء لا يقل عن (9) أعضاء ولا يزيد عن (11) عضواً، ويكون الأعضاء المؤسسون الآتية أسماؤهم دائمين في المجلس، ويتكون منهم أول مجلس أمناء للمؤسسة على النحو الآتي:
- عبد الله بن خالد بن عبد العزيز آل سعود: الرئيس الأعلى.
- فيصل بن خالد بن عبد العزيز آل سعود: رئيس مجلس الأمناء.
- موضي بنت خالد بن عبد العزيز آل سعود: الأمينة العامة ورئيسة لجنة الاستثمارات.
- البندري بنت خالد بن عبد العزيز آل سعود: عضو لجنة الاستثمارات.
- الجوهرة بنت خالد بن عبد العزيز آل سعود.
- نوف بنت خالد بن عبد العزيز آل سعود.
- مشاعل بنت خالد بن عبد العزيز آل سعود.
- حسام بن سعود بن عبد العزيز آل سعود.
- محمد بن خالد بن عبد الله الفيصل آل سعود.
- فيصل بن عبد الله بن فيصل بن تركي آل سعود.[5]

## انظر ايضاً
- الملك خالد بن عبدالعزيز
- مؤسسة الملك فيصل الخيرية

## وصلات خارجية
- الموقع الرسمي للمؤسسة
- موقع المؤسسة على الفيسبوك